# جيورجيو رونيوني
جيورجيو رونيوني (بالإيطالية: giorgio rognoni)‏ لاعب كرة قدم إيطالي ( خط الوسط ) ولد في مودينا في 26 أكتوبر من عام 1946 بدأ مشواره الكروي مع نادي مودينا الإيطالي وانتقل إلى نادي ميلان، توفي بمرض التصلب الجانبي الضموري.